# Arĸalo Abelsen

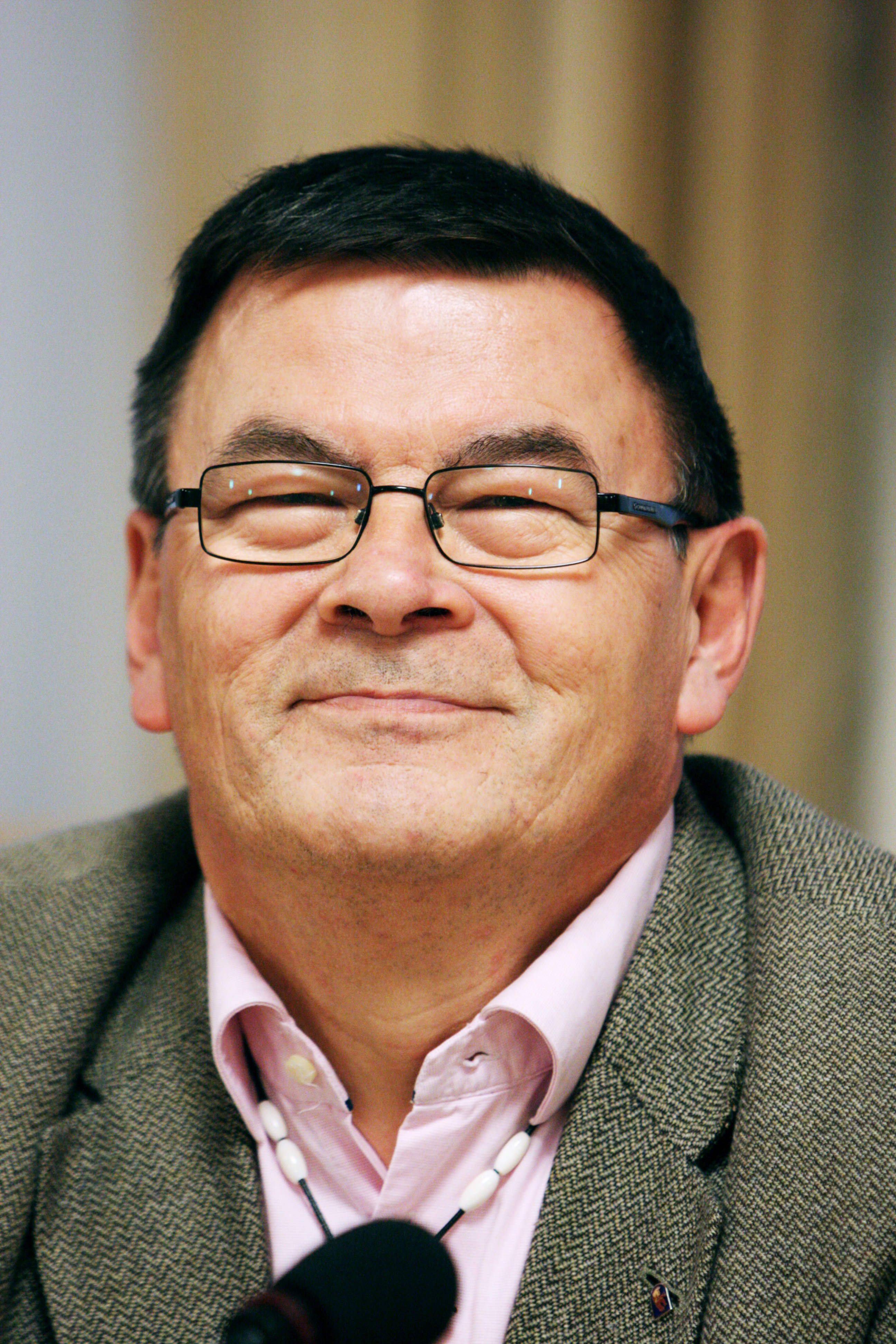
Arĸalo Abelsen (2007)

Arĸalo Søren Isak Abelsen [ˈɑqːalu ˈsœʌn ˈiːsak ˈabl̩sn̩] (nach neuer Rechtschreibung Aqqalu Søren Isak Abelsen; * 16. Januar 1946 in Aasiaat) ist ein grönländischer Politiker (Atassut) und Lehrer.

## Leben
Arĸalo Abelsen ist der Sohn des Oberassistenten Knud Abelsen († 1986) und seiner Frau Elisabeth Alaufesen. Er heiratete am 6. Dezember 1997 die Behindertenberaterin Sara Jessen (* 1958).
Er machte 1965 den Realschulabschluss und erlangte 1970 das Lehrerexamen am Statsseminariet Haderslev. Anschließend war er Lehrer in Vojens, bevor er 1972 in seine Heimatstadt zurückkehrte und dort Lehrer wurde. 1983 wurde er zum Vizeschulinspektor ernannt. Von 1985 bis 1991 war er Schulinspektor an der Schule Qorsussuaq in Nuuk. Von 1991 bis 1995 war er als Schulpsychologe für die Gemeinden Nuuk, Maniitsoq, Sisimiut, Qaanaaq, Ammassalik und Ittoqqortoormiit tätig. Von 1995 bis 1997 war er Leiter des Zentrums für Schulentwicklung und Lehrerweiterbildung bzw. der Landeszentrale für Unterrichtsmaterialien. Von 1997 bis 2000 war er Rektor des Ilinniarfissuaq und anschließend Schulpsychologe in Aasiaat. Ab 1991 war er zudem Vorsitzender des Aufsichtsrats der Atuagagdliutit.
Arĸalo Abelsen war einer der Mitgründer der Atassut und kandidierte im selben Jahr für einen Platz im Folketing. Innerhalb Grönlands kandidierte er erstmals bei der Parlamentswahl 1987, wurde aber nicht gewählt. Im November 1991 war er als Vertreter für Otto Steenholdt kurzzeitig Mitglied im Folketing. Bei der Parlamentswahl 1995 verpasste er erneut den Parlamentseinzug. Auch bei der Parlamentswahl 2002 erhielt er keinen Sitz. Im Januar 2003 wurde er zum Minister für Kultur, Bildung, Forschung und Kirche im Kabinett Enoksen II ernannt. Im September desselben Jahres schied die Atassut jedoch aus der Koalition aus. Bei der Wahl 2005 konnte er wieder keinen Parlamentssitz erlangen. Dennoch wurde er im Mai 2007 zum Minister für Gesundheit und Umwelt ernannt. Im November 2008 trat er zurück, nachdem ein Misstrauensvotum angesetzt worden war. Bei der Parlamentswahl 2009 trat er für die Siumut an, aber wurde erneut nicht gewählt. Anschließend trat er nicht mehr bei Wahlen an.